# Place de France (Buenos Aires)
Pour les articles homonymes, voir Place de France et Plaza Francia.
La place de France (en espagnol : Plaza Francia) est une place publique située dans le quartier de Recoleta à Buenos Aires, capitale de l'Argentine.

## Situation
La place forme un quadrilatère irrégulier limité au nord par l'avenue du Libérateur, sur laquelle s'élève le musée des Beaux-Arts. La place de l'Intendant Alvear, située à proximité, est aussi de manière erronée appelée du même nom.

## Histoire
La place est créée par une ordonnance municipale du 19 octobre 1909, dans le cadre d'une rénovation urbaine décidée à l'occasion du centenaire de l'Argentine. Conçue par l'architecte paysagiste français Charles Thays, elle s'inscrit dans un plus large ensemble urbain, comprenant notamment les places Saint-Martin-de-Tours, Jean XXIII, Ramón J.Cárcano, Dante et Rubén Darío.
La place est dominée par le monument de la France à l'Argentine d'Émile Peynot, offert par la communauté française à l'occasion du centenaire et inauguré en 1910. Ses quatre bas-reliefs en bronze évoquent des faits historiques centraux de l'histoire des deux nations : la Première Junte et la traversée des Andes pour l'Argentine ; la prise de la Bastille et la Déclaration des droits de l'homme et du citoyen pour la France. Les deux figures féminines qui surplombent le monument symbolisent l'Argentine et la France, guidées par un ange qui personnifie la gloire. Le monument comporte également des plaques commémorant des personnalités d'origine française comme le grenadier Domingo Porteau, décédé lors de la bataille de San Lorenzo durant la guerre d'indépendance argentine, et l'écrivain Émile Zola. Un monument à Louis Braille a été inauguré sur la place en 1977.
Lors de son voyage en Argentine de 1964, le président français Charles de Gaulle a prononcé un discours sur la place.

## Galerie

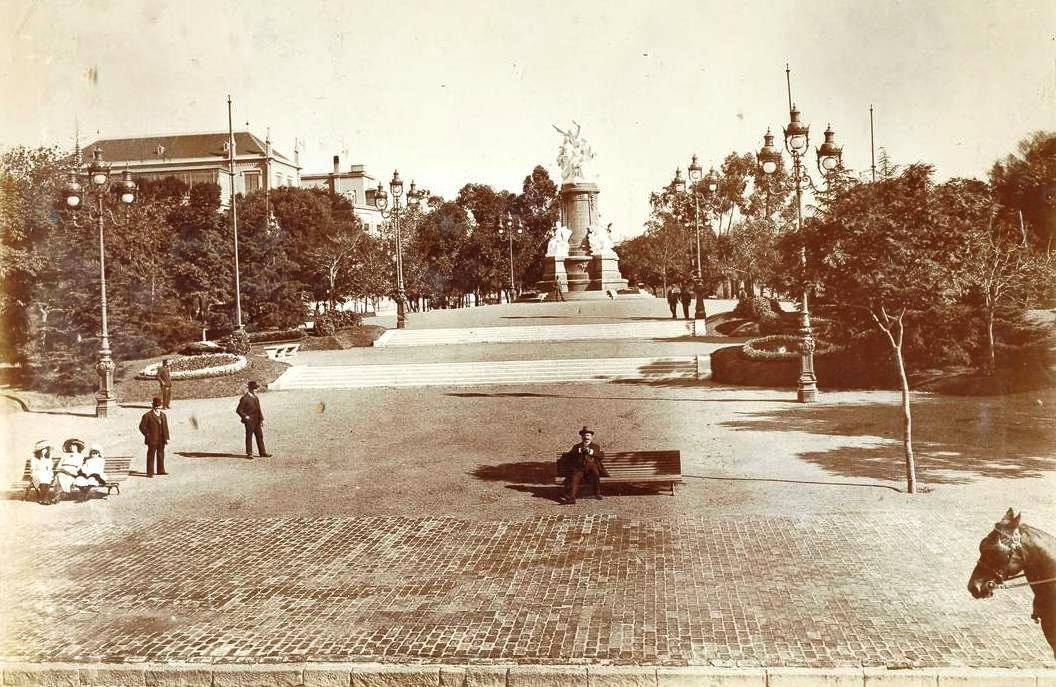
L'architecte paysagiste Charles Thays assis sur un banc de la place en 1914.
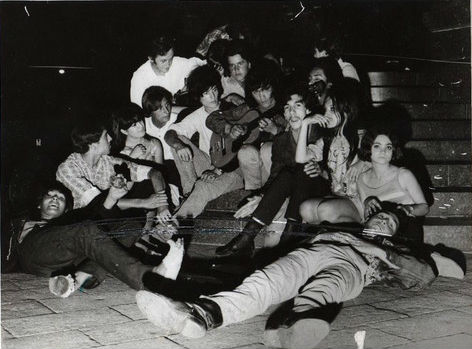
Tanguito — accompagné de hippies — jouant de la guitare sur la place de France, lieu de rencontre de la contre-culture porteña des années 1960
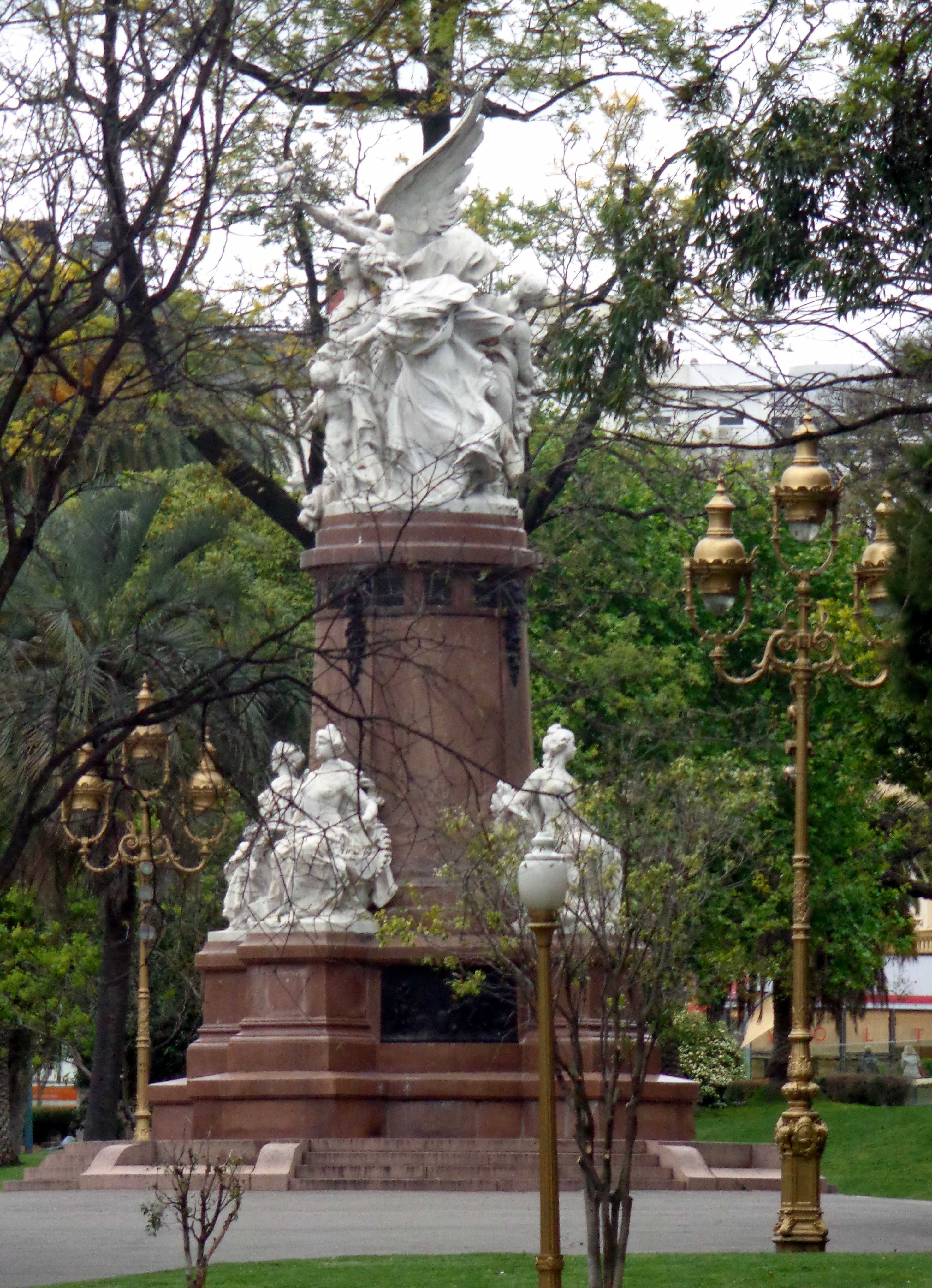
Vue du monument de la France à l'Argentine.
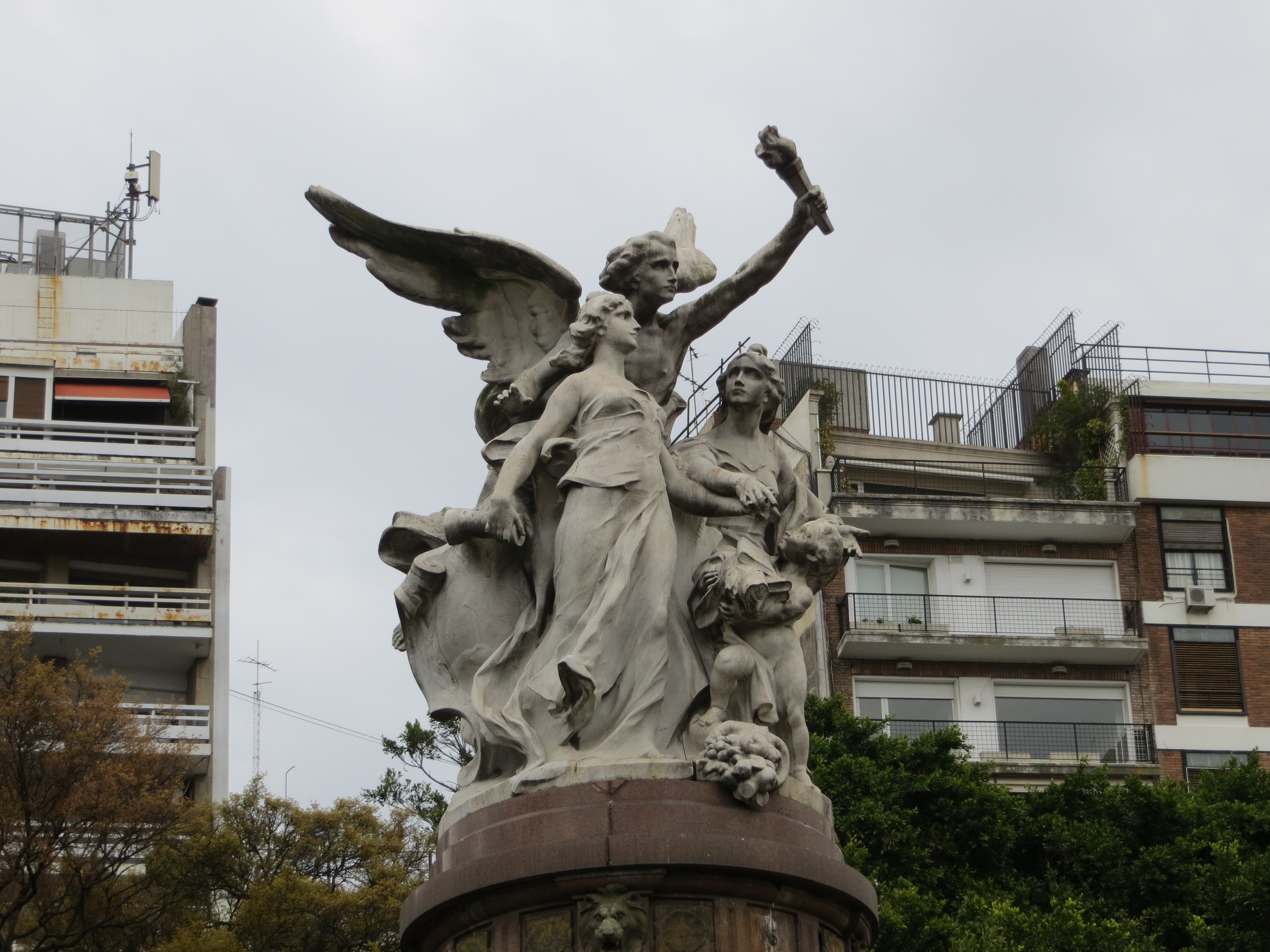
Détail du monument de la France à l'Argentine, avec les figures allégoriques nationales des deux pays se tenant la main.
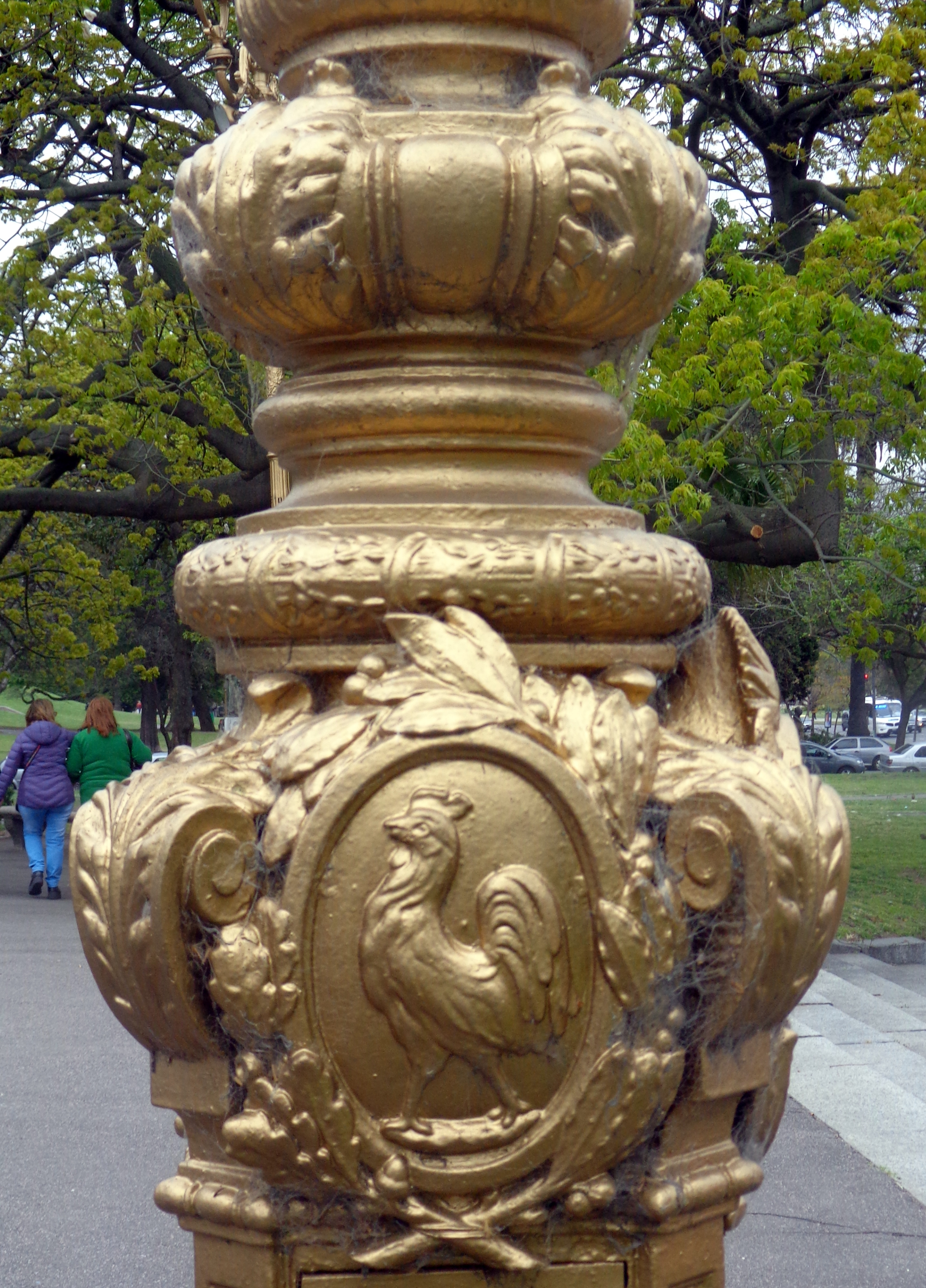
Détail d'un lampadaire de la place comportant le coq gaulois, symbole national de la France.